# Horsham (district)
Horsham is een district in het shire-graafschap (non-metropolitan county OF county) West Sussex en grenst aan Het Kanaal. Het district Horsham telt 142.000 inwoners. De stad Horsham is de grootste stad in het district Horsham en heeft 47.804 inwoners. De oppervlakte van het district bedraagt 530 km². In de stad is een kleine Strict Baptists-gemeente.
Van de bevolking is 16,8% ouder dan 65 jaar. De werkloosheid bedraagt 1,6% van de beroepsbevolking (cijfers volkstelling 2001).

## Civil parishesin district Horsham
Amberley, Ashington, Ashurst, Billingshurst, Bramber, Broadbridge Heath, Coldwaltham, Colgate, Cowfold, Henfield, Itchingfield, Lower Beeding, North Horsham, Nuthurst, Parham, Pulborough, Rudgwick, Rusper, Shermanbury, Shipley, Slinfold, Southwater, Steyning, Storrington and Sullington, Thakeham, Upper Beeding, Warnham, Washington, West Chiltington, West Grinstead, Wiston, Woodmancote.